# شاهين شهر
شاهين شهر (بالفارسية: شاهین‌شهر) هي منطقة سكنية تقع في إيران في البلدة المركزية. يقدر عدد سكانها بـ 143,308 نسمة وترتفع عن سطح البحر 1,662 متر.

## أعلام
- نيما طاهري